# Teo Dellback
Teo Dellback, född 25 februari 2007, är en svensk skådespelare.
Dellback har bland annat medverkat i filmerna En komikers uppväxt och Shadow Island. Han har även medverkat i TV-serien Bert.

## Filmografi (i urval)
- 2018 – Lyckligare kan ingen vara
- 2019 – En komikers uppväxt
- 2019 – Sommaren med släkten (TV-serie)
- 2021 – Bert (TV-serie)
- 2023 – Shadow Island